# كريستوفر دوفي
كريستوفر دوفي (بالإنجليزية: Christopher Duffy)‏ هو لاعب كرة قاعدة أمريكي، ولد في 17 ديسمبر 1987 في نيويورك في الولايات المتحدة.

## وصلات خارجية
- كريستوفر دوفي على موقعبيزبول رفرنس.كوم (الدوري الثانوي) (الإنجليزية)